# 자극의 세기
"자극의 세기"는 한국에서 제작된 송동일 감독의 2012년 스릴러 영화이다. 고명환 등이 주연으로 출연하였다.

## 출연

### 주연
- 고명환
- 권태원

### 조연
- 이재인

## 기타
- 프로듀서: 조상수
- 촬영부: 조영천
- 촬영부: 하승우
- 촬영부: 이성중
- 조명: 김유신
- 그립: 황창기
- 조감독: 서정민
- 동시녹음: 서정민
- 분장-헤어: 오하나